# Santa Cruz (Mindoro Occidental)
Santa Cruz  es un municipio filipino de tercera categoría perteneciente a la provincia isleña de Mindoro Occidental en Mimaropa.
Con una extensión superficial de 438,41 km²,  tiene una población de 26.887 personas que habitan en 7.662 hogares.
Su alcalde es Filemón S. Galsim.
Para las elecciones a la Cámara de Representantes está encuadrado en Único Distrito Electoral de esta provincia.

## Geografía
El municipio de Santa Cruz se encuentra situado en  la parte central de la contra costa de la isla de Mindoro.
Su término linda al norte  con el municipio de Mamburán; al sur con el de Sablayán; al este con la provincia de Mindoro Oriental, municipios de Puerto Galera, San Teodoro y Baco; y al oeste con el estrecho de Mindoro.

## Barrios
El municipio  de Santa Cruz se divide, a los efectos administrativos, en 11 barangayes o barrios, conforme a la siguiente relación:
| - Alacaak - Barahan | - Casague - Dayap | - Lumangbayán - Mulawin | - San Pedro de Pinagturilán - Población I | - San Vicente - Población II | - Kurtinganán |

Son urbanos los barrios de Mulawin (3.221 habitantes), Población I (1,801 habitantes) y Población II (2.597 habitantes).

## Historia
En 1850 formaban parte de la provincia de Mindoro, entonces contaba con una población de 7.222 almas.
El 13 de junio de 1950, la provincia de Mindoro se divide en dos porciones: Oriental y  Occidental.
La   provincia Occidental comprendía los siguientes ocho municipios: Abra de Ilog, Looc, Lubang, Mamburao, Paluán, Sablayán, San Jose y Santa Cruz.

## Patrimonio
Iglesia parroquial  católica bajo la advocación de la Exaltación de la Santa Cruz (Holy Cross).
Forma parte del Vicariato Foráneo de Nuestra Señora del Pilar de  la Vicaría Apostólica de San José en Mindoro sufragánea  de la Arquidiócesis de Lipá.